# Calville Blanc d'hiver
Calville Blanc d'hiver es el nombre de una variedad cultigen de manzano (Malus domestica).
Criado en Europa, probablemente Francia o Alemania. Grabado en 1598. Las frutas tienen una carne jugosa, de textura fina y suave, con un sabor rico, dulce y aromático. Las frutas no maduran completamente en el Reino Unido.

## Sinónimos
- "Weißer Winterkalvill",
- "Blanche de Zurich",
- "Calvilla Blanca de Invierno",
- "Blandureau d'Auvergne",
- "Bonnet Carrée",
- "Calville Blanc",
- "Calville Blanche",
- "White Calville",
- "White Winter Calville",
- "Bial zimen Kalvil",
- "Bily zimni hranac",
- "Englisher Weisser Winter Calville",
- "Franzosischer Quitten Apfel",
- "Gelber Winter Calvill",
- "Paaschapfel",
- "Paradiesapfel",
- "Parijskii Kalvil".

## Historia
'Calville Blanc d'hiver' es una variedad de manzana, que se originó en Europa a fines del siglo XVI y se piensa que es de origen francés o alemán. El nombre proviene de la ciudad de Calville en la región francesa de Normandía. Se documentó por primera vez en 1598 como 'Blanche de Zurich' y se dice que se cultivó en los jardines del rey Luis XIII de Francia. La primera referencia conocida a su nombre actual fue por Lelectier en 1628.
La pintura de 1880 de Claude Monet titulada "Manzanas y uvas" muestra dos tipos de manzanas; los de la izquierda son Calvilles. La Calville fue cultivada en los jardines del rey Luis XIII de Francia en Orleans en 1627 y por el entonces presidente estadounidense Thomas Jefferson en Monticello en la década de 1770.
'Calville Blanc d'hiver' se cultiva en la National Fruit Collection con el número de accesión: 2002-037 y Accession name: Calville Blanc d'Hiver.

## Características

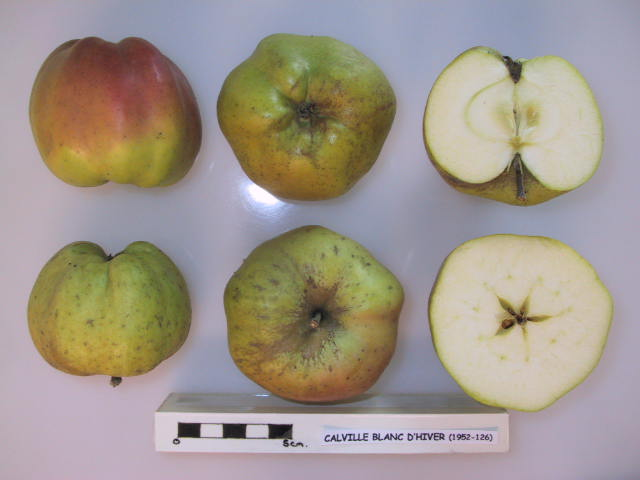
La manzana 'Calville Blanc d'Hiver' seccionada.

'Calville Blanc d'hiver' árbol vigoroso, de extensión vertical, con tendencia a tener ramas caídas como un sauce; comienza a dar frutos bastante jóvenes y produce grandes cosechas anualmente; prefiere climas más cálidos y responde bien cuando se cultiva junto a una pared soleada; necesita veranos largos y calurosos; tiene un tiempo de floración que comienza a partir del 7 de mayo con el 10% de floración, para el 12 de mayo tiene una floración completa (80%), y para el 20 de mayo tiene un 90% de caída de pétalos.
'Calville Blanc d'hiver' tiene una talla de fruto medio a grande; forma amplio cónico globoso rechoncho; con nervaduras fuertes, corona muy fuerte de cinco coronas, deforme y grumosa, con caras claramente angulosas; piel lisa, epidermis con color de fondo verde blanquecino, con sobre color naranja, en una cantidad leve, con sobre color patrón lavado, se encuentra un rubor rojizo en el lado del sol, pero se vuelve progresivamente amarilla durante el almacenamiento, lenticelas marrones y algunas manchas delgadas de color rojizo grisáceo, y con "russeting" (pardeamiento áspero superficial que presentan algunas variedades) bajo medio; pedúnculo corto, delgado y se encuentra en lo profundo de una cavidad angular que está revestida de "russeting"; carne de color blanco cremoso, de grano fino, jugosa, dulce y aromática; el sabor recuerda claramente a los plátanos.
Su tiempo de recogida de cosecha se inicia a mediados de octubre. Se usa como fruta de mesa en fresco, para esto se debe dejar pasar un mes después de su cosecha del árbol para que adquiera su sabor óptimo. Su zonas de rusticidad  mínima: 5 - máxima 9.
'Calville Blanc d'hiver' es el Parental-Madre de las variedades:
- Adersleber Calville
- Signe Tillisch
- Lombarts Calville[4]

## Uso
'Calville Blanc d'hiver' tiene un uso múltiple. Este es el ingrediente por excelencia para las tartas de manzana francesas. Además de su maravilloso sabor y nitidez, mantiene bien su forma cuando se hornea. 
También se recomienda como el componente fuerte para la sidra y el vinagre de sidra. El jugo hecho con esta variedad tiene niveles excepcionalmente altos de vitamina C, aproximadamente tres veces más que la mayoría de las otras variedades de manzana. 
También una buena manzana para comer si se le permite madurar adecuadamente.

## Ploidismo
Auto estéril. Polinización cruzada de variedades del Grupo D Día 15.

## Susceptibilidades
- Oidio: ataque débil
- Moteado: ataque muy débil.[6]